# Rajd Madery 1999
Rajd Madery 1999 (40. Rali Vinho da Madeira) – 40. edycja rajdu samochodowego Rajd Madery rozgrywanego w Portugalii. Rozgrywany był od 29 do 31 lipca 1999 roku. Była to trzydziesta druga runda Rajdowych Mistrzostw Europy w roku 1999 (rajd miał najwyższy współczynnik – 20) oraz szósta runda Rajdowych Mistrzostw Portugalii.

## Klasyfikacja rajdu
| Miejsce                            | Kierowca                     | Pilot                        | Samochód                     | Czas                         | Strata                       |                              |
| Klasyfikacja generalna i ERC       | Klasyfikacja generalna i ERC | Klasyfikacja generalna i ERC | Klasyfikacja generalna i ERC | Klasyfikacja generalna i ERC | Klasyfikacja generalna i ERC | Klasyfikacja generalna i ERC |
| ---------------------------------- | ---------------------------- | ---------------------------- | ---------------------------- | ---------------------------- | ---------------------------- | ---------------------------- |
| 1.                                 | Bruno Thiry                  | Stéphane Prévot              | Subaru Impreza S5 WRC '98    | 2:52:59.8                    | 0.0                          |                              |
| 2.                                 | Andrea Aghini                | Loris Roggia                 | Toyota Corolla WRC           | 2:53:16.3                    | +16.5                        |                              |
| 3.                                 | Andrea Navarra               | Simona Fedeli                | Ford Escort WRC              | 2:53:31.9                    | +32.1                        |                              |
| 4.                                 | Paolo Andreucci              | Alessandra Materazzetti      | Subaru Impreza S5 WRC '98    | 2:53:56.2                    | +56.4                        |                              |
| 5.                                 | Pedro Azeredo                | Carlos Magalhães             | Renault Mégane Maxi          | 2:55:43.0                    | +2:43.2                      |                              |
| 6.                                 | Enrico Bertone               | Massimo Chiapponi            | Renault Mégane Maxi          | 2:56:36.2                    | +3:36.4                      |                              |
| 7.                                 | Chaves Pedro Matos           | Sérgio Paiva                 | Toyota Corolla WRC           | 2:58:13.6                    | +5:13.8                      |                              |
| 8.                                 | Asensio Luis Climent         | Álex Romaní                  | Renault Mégane Maxi          | 2:59:19.3                    | +6:19.5                      |                              |
| 9.                                 | Andrea Maselli               | Nicola Arena                 | Renault Mégane Maxi          | 3:00:06.5                    | +7:06.7                      |                              |
| 10.                                | Pedro Javier Diego           | Tomás Aguado                 | Ford Escort WRC              | 3:03:34.6                    | +10:34.8                     |                              |
| Klasyfikacja mistrzostw Portugalii |                              |                              |                              |                              |                              |                              |
| 1.                                 | Pedro Azeredo                | Carlos Magalhães             | Renault Mégane Maxi          | 2:55:43.0                    | 0.0                          |                              |
| 2.                                 | Chaves Pedro Matos           | Sérgio Paiva                 | Toyota Corolla WRC           | 2:58:13.6                    | +2:30.6                      |                              |